# Kile
kile es un editor de Tex/LaTeX. Funciona conjuntamente con KDE en varios sistemas operativos.

## Características
- Compleción automática de comandos LaTeX.
- Coloreado de sintaxis. Kile automáticamente marca los comandos LaTeX y resalta los paréntesis.
- Puede trabajar con múltiples ficheros simultáneamente.
- Plantillas y patrones para facilitar la creación de documentos.
- Plegado de código.